# Gioseffo Danedi
Gioseffo Danedi dit Il Montalto , (né en 1618 à Treviglio dans la province de Bergame en Lombardie et mort en 1689), est un peintre italien baroque du XVIIe siècle.

## Biographie
Né à Treviglio, Gioseffo Danedi est le frère de Giovanni Stefano Danedi, et ensemble, ils étaient connus sous le nom des Montalti. Tous les deux ont fait leur apprentissage auprès du peintre milanais Pier Francesco Mazzucchelli (dit il Morazzone).
Il a été influencé par Guido Reni.
Ambrogio Besozzi fut un de ses élèves.

## Œuvres
- Meurtre des Innocents, église de San Sebastiano.

## Sources
- (en) Cet article est partiellement ou en totalité issu de l’article de Wikipédia en anglais intitulé « Gioseffo Danedi » (voir la liste des auteurs).